# Chudeřice
Chudeřice település Csehországban, a Hradec Králové-i járásban. Chudeřice Kosičky, Káranice, Stará Voda és Chýšť településekkel határos. Lakosainak száma 268 fő (2024. január 1.).

## Népesség
A település lakosságának változását az alábbi diagram mutatja:
| Lakosok száma | 201  | 229  | 194  | 150  | 165  | 195  | 252  | 259  | 269  | 268  |
|               | 1869 | 1890 | 1921 | 1950 | 1980 | 2001 | 2017 | 2019 | 2022 | 2024 |